# Міхейце Цигенеску
Міхейце Васіле Цигенеску (рум. Mihăiță Vasile Țigănescu, нар. 4 лютого 1998) — румунський веслувальник, срібний призер Олімпійських ігор 2020 року.

## Виступи на Олімпіадах
| Олімпіада  | Дисципліна | Місце |
| ---------- | ---------- | ----- |
| Токіо 2020 | четвірки   | 2     |
| Париж 2024 | вісімки    | 5     |

## Зовнішні посилання
- Міхейце Васіле Цигенеску на сайті FISA.